# Davor Balažin
Davor Balažin (Čakovec, 27. siječnja 1990.), hrvatski TV-voditelj.
Tijekom školovanja rado je odlazio na natjecanja iz tehničke kulture. S njih se vraćao s osvojenim prvim mjestima. Nakon završetka srednje škole, upisao je Fakultet strojarstva i brodogradnje.
Uvijek ga je zanimala televizija i filmska produkcija. Zato je studentske dane često provodio kao asistent produkcije i drugi asistent redatelja u jednoj zagrebačkoj produkcijskoj kući. Davor se pojavio i u jednoj epizodi hrvatske telenovele Tajne. Slobodno vrijeme provodi leteći motornim zmajem i dugogodišnji je član i pilot zmajarskog kluba Rode iz Preloga.
Danas je voditelj nekoliko emisija na jedinom hrvatskom specijaliziranom televizijskom kanalu za djecu, mlade i obitelj, na RTL Kockici.

## Filmografija

### Televizijske uloge
- "Tajne" kao mrtvozornik (2014.)

### Voditeljske uloge
- "Mali znanstvenici" (2014. – ?)
- "Vremeplov" (2014. – 2015.)
- "Crtež dana" (2014. – danas)
- "Kockićeve priče" (2022.)